# یواس‌اس مونتوک (اس‌پی-۳۹۲)
یواس‌اس مونتوک (اس‌پی-۳۹۲) (به انگلیسی: USS Montauk (SP-392)) یک کشتی است که طول آن ۱۲۱' می‌باشد. این کشتی در سال ۱۸۸۰ ساخته شد.